# 佐世保市立清水小学校
佐世保市立清水小学校（させぼしりつ しみずしょうがっこう, Sasebo City Shimizu Elementary School）は、長崎県佐世保市保立町にある公立小学校。略称は、「清小（しみしょう）」。

## 概要
歴史
2004年（平成16年）に「佐世保市立八幡小学校」と「佐世保市立保立小学校」の2校統合により開校した。2014年（平成26年）に創立10周年を迎えた。
教育目標
「子どもに夢をもたせよう。心をひからせよう。めざす 道を後押ししよう そうすれば花ひらく」
校章
校章は清水小学校新設にあたり公募され、佐世保市在住の松尾隆哉によるデザインが原案として選ばれ、制定された。旧・八幡小学校の月桂樹と旧・保立小学校の桜の花を組み合わせたものとなっている。中央に「清水小」の文字（縦書き）が置かれている。
校歌
校章と同じく、校歌の歌詞も一般公募され、佐世保市在住の十時康浩の詞が採用された。作詞は十時康浩と歌詞検討委員会、作曲は田口哲久による。3番まであり、各番とも「清水小学校」で終わる。
- 旧・八幡小学校 - 作詞は玉井幸助（東京高等師範学校教授）、作曲は田村虎蔵（東京師範学校視学）による。歌詞は4番まであり、1番に校名の「八幡校」が登場。
- 旧・保立小学校 - 作詞は中川龍一、作曲は原格太郎による。歌詞は3番まであり、各番に校名の「保立」が登場。

校区
- 旧・八幡小学校区 - 八幡町・宮田町・俵町・松山町・城山町
- 旧・保立小学校区 - 万徳町・福田町・石坂町・保立町・梅田町・中通町
- 中学校区 - 佐世保市立清水中学校

特色
きこえとことばの教室を開設している。

## 沿革
旧・八幡小学校（はちまん）
- 1874年（明治7年）9月15日 - 佐世保谷郷の庄屋跡に「佐世保小学校」が設立される（上等4年・下等4年）。
- 1878年（明治11年）- 庵浦分校を設置。
- 1879年（明治12年）- 教育令の施行により、初等3年・中等3年・高等3年となる。
- 1886年（明治19年）9月 - 小学校令の施行により、「尋常佐世保小学校」に改称。庵浦分校が分離し、簡易庵浦小学校として独立。
- 1889年（明治22年）4月 - 町村制の施行により、東彼杵郡佐世保村立の小学校となる。
- 1890年（明治23年）9月 - 八反間免字松の間（後の佐世保市公会堂敷地）に校舎を新築し移転を完了。元の校舎は長崎県第十二高等小学校として使用される。
- 1892年（明治25年） - 長崎県第十二高等小学校の廃止により、高等科を併置の上、「佐世保尋常高等小学校」に改称。
- 1897年（明治30年）1月2日 - 校舎2棟が類焼したため、兵舎を借用し授業を実施。
- 1898年（明治31年）4月 - 佐世保尋常高等小学校が「佐世保尋常小学校」（男子校）、「佐世保高等小学校」（男子校）、「佐世保女児尋常高等小学校」の3校に分割される。
  - 佐世保尋常小学校の分校2校（赤崎分校・山ノ田分校）が設置される。
- 1901年（明治34年）4月 - 赤崎分校と山ノ田分校の2校が分離し、それぞれ赤崎尋常小学校、山ノ田尋常小学校として独立。
- 1902年（明治35年）4月1日 - 佐世保市の発足により、佐世保市立の小学校となる。
- 1904年（明治37年）
  - 佐世保高等小学校が戸尾に校舎を新築し移転を完了（戸尾小学校（現・佐世保市立祇園小学校）のルーツとなる）。
  - 佐世保女児尋常高等小学校を「佐世保女児尋常小学校」と「佐世保女児高等小学校」に分割。
- 1908年（明治41年）4月 - 小学校令の改正により、義務教育年限（尋常小学校の修業年限）が4年から6年に延長される。
- 1909年（明治42年）
  - 佐世保尋常小学校を「八幡尋常小学校」に改称。
  - 佐世保女児尋常小学校を「八幡女児尋常小学校」に、佐世保女児高等小学校を「八幡谷尋常高等小学校」に改称。
- 1917年（大正6年）8月 - 八幡谷女児尋常高等小学校の尋常科を八幡女児尋常小学校に、高等科を戸尾の佐世保高等小学校に移管。
- 1923年（大正12年）4月 - 八幡尋常小学校と八幡女子尋常小学校を統合の上、高等科を増設し、「八幡尋常高等小学校」と改称。
- 1937年（昭和12年）- 八幡青年学校が併設される。
- 1941年（昭和16年）4月1日 - 国民学校令により、「佐世保市八幡国民学校」と改称。尋常科を初等科と改称。
- 1945年（昭和20年）
  - 6月29日 - 佐世保空襲により、校舎が全焼。
  - 7月16日 - 校区内の公民館・寺院・民家を借用し分散授業を開始。
  - 10月1日 - 保立国民学校とともに、焼失を免れた大久保国民学校に移転。一度に授業は行えないため、時間をずらして二部授業が行われる。
- 1947年（昭和22年）4月1日 - 学制改革（六・三制の実施）により、旧・八幡国民学校初等科を改組し、「佐世保市立八幡小学校」が発足。
  - 高等科は新制中学校に改組された。
- 1948年（昭和23年）3月31日 - 休校となり、児童は佐世保市立大久保小学校に転籍となる。
- 1954年（昭和29年）
  - 4月1日 - 佐世保市保立町83番地の元長崎県立佐世保工業高等学校の校舎を改修した上で「佐世保市立八幡小学校」が再開。
  - 11月3日 - 創立80周年を記念し校旗を制定。
- 1955年（昭和30年）4月20日 - 給食を開始。
- 1956年（昭和31年）9月 - 講堂が完成。
- 1961年（昭和36年）2月25日 - 鉄筋コンクリート造3階建て校舎（9教室、第一期工事）が完成。
- 1962年（昭和37年）3月27日 - 鉄筋コンクリート造3階建て校舎（6教室、第二期工事）が完成。
- 1966年（昭和41年）7月 - プールが完成。
- 1969年（昭和44年）4月 - 言語障害治療教室「ことばの教室」を開設。
- 1970年（昭和45年）6月 - ことばの教室第二教室を開設。
- 1972年（昭和47年）8月 - 交通公園がオープン。
- 1974年（昭和49年）9月14日 - 創立100周年記念式典を挙行。
- 2004年（平成16年）
  - 3月31日 - 130年の歴史に幕を下ろし、閉校。
  - 8月27日 - 校舎は解体され、清水小学校の新校舎建設が始まる。

旧・保立小学校（ほたて）
- 1919年（大正8年）

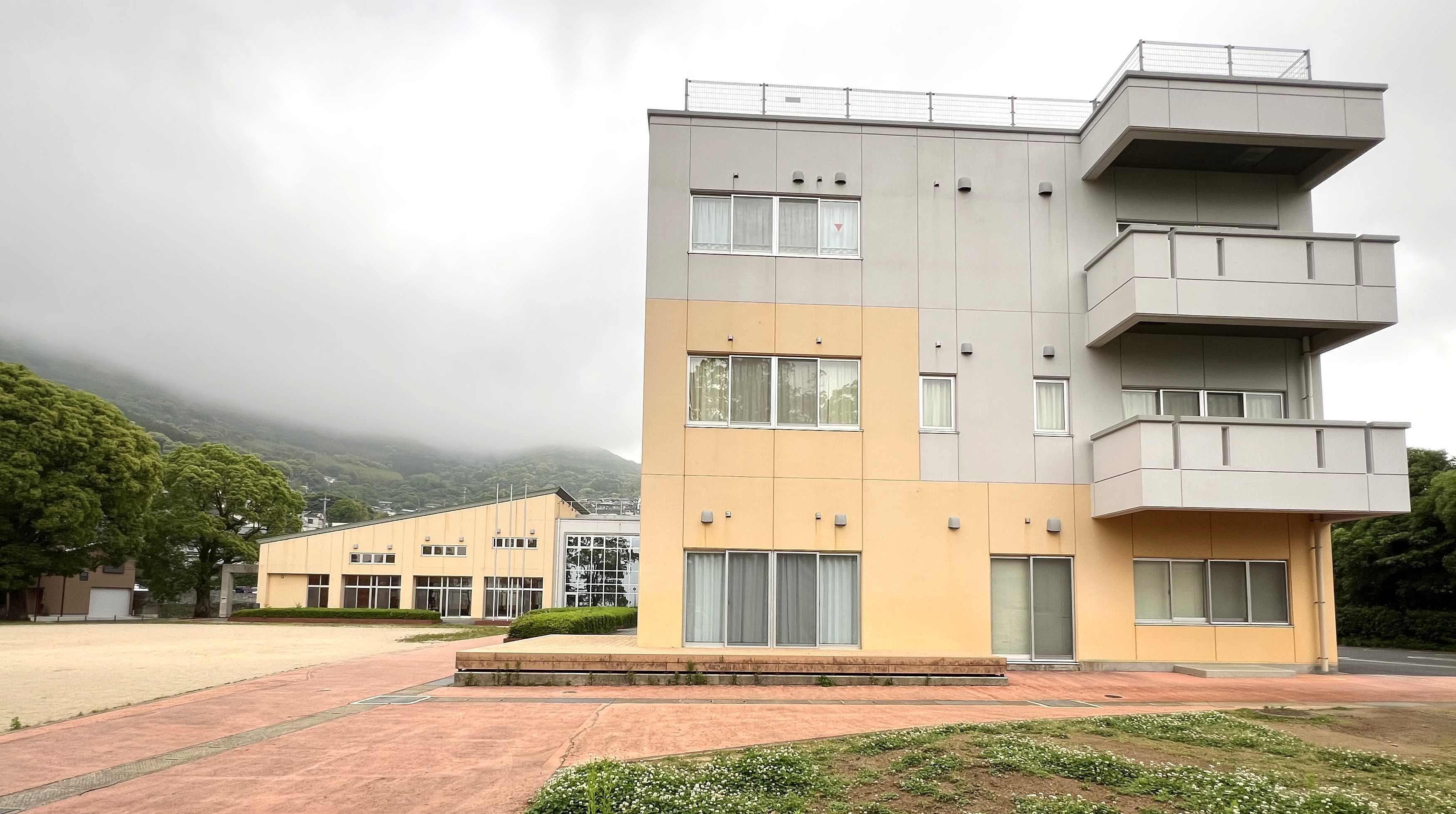
旧・保立小学校跡地
（現・佐世保市総合教育センター）

  - 3月11日 - 「保立尋常小学校」の設置が認可される。
  - 3月26日 - 後藤豊太が初代校長に就任。
  - 3月27日 - 元・八幡女児尋常小学校校舎を仮校舎とする。
  - 4月1日 - 中通免と6町（保立・石坂・清水・福田・万徳・木場田）の児童を収容し開校（八幡尋常小学校・八幡女児尋常小学校から分離）。
- 1920年（大正9年）
  - 4月2日 - 校区に折橋免と俵町が追加される。
  - 9月24日 - 保立町に新校舎が完成。
- 1922年（大正11年）4月 - 高等科を併置の上「保立尋常高等小学校」となる。浜田町以北の高等科1年の児童を収容。
  - 俵町の尋常科の児童が八幡尋常小学校・八幡女児尋常小学校に転出。
- 1923年（大正12年）11月5日 - 高等科を廃止の上「保立尋常小学校」に名称を戻す。
  - 俵町と宮田町の尋常科児童が転入。高等科児童は大久保尋常高等小学校に転出。
- 1929年（昭和4年）4月2日 - 潮見尋常小学校の新設により、校区が改定される。
  - 木場田町と福田町の児童が大久保尋常高等小学校へ、宮田町の児童が八幡尋常高等小学校へ転出。
- 1934年（昭和9年）10月8日 - 校歌を制定。
- 1941年（昭和16年）4月1日 - 国民学校令により、「佐世保市保立国民学校」となる。尋常科を初等科と改称。
- 1945年（昭和20年）
  - 6月29日 - 佐世保空襲により、校舎が全焼。以後分散授業を余儀なくされる。
  - 10月1日 - 八幡国民学校とともに、焼失を免れた大久保国民学校に移転。一度に授業は行えないため、時間をずらして二部授業が行われる。
- 1946年（昭和21年）2月28日 - 学校給食を開始。
- 1947年（昭和22年）4月1日 - 学制改革（六・三制の実施）により、旧・保立国民学校初等科を改組し、「佐世保市立保立小学校」が発足。
- 1952年（昭和27年）2月 - 図書館が完成。
- 1956年（昭和31年）3月 - 校舎2教室を増築。
- 1958年（昭和33年）3月 - 改築により鉄筋コンクリート造3階建て校舎（第一期工事）が完成。
- 1959年（昭和34年）
  - 2月20日 - 新校旗を制定。
  - 3月16日 - 校舎第二期工事が完成。
- 1960年（昭和35年）3月 - 校舎第三期工事が完成。
- 1992年（平成4年）2月22日 - 終戦直後の混乱で卒業式を挙行できていなかった保立国民学校昭和二十年度卒業生が集まり、保立小学校体育館で46年ぶりの卒業式を挙行[1]。
- 2004年（平成16年）3月31日 - 85年の歴史に幕をおろし、閉校。八幡小学校校地に清水小学校の新校舎が完成するまで、仮校舎として使用される。
- 2006年（平成18年）12月 - 八幡小学校校地に新校舎が完成し、移転完了。移転後、保立小学校校舎は解体され、佐世保市総合教育センターが建設される。
- 2010年（平成22年）10月 - 旧・保立小学校校地に佐世保市総合教育センターが完成・開館[2][3]（北緯33度11分10.5秒 東経129度42分51.4秒 / 北緯33.186250度 東経129.714278度）。

統合・清水小学校
- 2004年（平成16年）
  - 4月1日 - 佐世保市立八幡小学校と佐世保市立保立小学校が統合し、旧・保立小学校を仮校舎に「佐世保市立清水小学校」（現校名）が開校。
  - 5月11日 - 開校式を挙行。
- 2006年（平成18年）
  - 4月6日 - 2学期制を導入[4]。在籍児童数が最大472名（17学級）を記録する。
  - 9月27日 - 旧・八幡小学校校地に新校舎が完成。
  - 12月27日 - 旧・保立小学校の仮校舎から新校舎へ移転。
- 2007年（平成19年）
  - 2月27日 - 体育館が完成。
  - 9月6日 - 運動場の整地が完了。
  - 11月4日 - 新校舎落成記念式典を挙行。
- 2008年（平成20年）
  - 9月29日 - 第1駐車場の舗装を完了。
  - この年 - 新校舎が文部科学大臣奨励賞を受賞。
- 2009年（平成21年）3月27日 - 新校舎が佐世保市景観デザイン賞を受賞[5]。
- 2022年（令和4年）4月 - 3学期制に戻る。

## 校地
現在の清水小学校の校地は、上述の通り八幡小学校の校地を継承したものである。1954年（昭和29年）に八幡小学校が移転してくる前、同地には以下の学校があった。
- 1908年（明治41年）～1941年（昭和16年）- 旧制・長崎県立佐世保中学校 （長崎県立佐世保北高等学校と長崎県立佐世保南高等学校の前身の1つ）
- 1942年（昭和17年）～1954年（昭和29年）- 長崎県立佐世保工業学校（長崎県立佐世保工業高等学校の前身）

旧制・佐世保中学校の校地であった時代は「草木ヶ原」と呼ばれていた。八幡小学校時代の1959年（昭和34年）11月には、佐世保中学校同窓会により、「旧長崎県立佐世保中学校之跡」の碑が正門そばに建立され、現在も清水小学校校門そばに残っている。また、清水小学校の正門門柱の尖塔のデザインは、佐世保中学校の草木ヶ原校舎の象徴であった尖塔を模したものである。

## 交通アクセス
最寄りの鉄道駅
- 松浦鉄道（MR）西九州線「北佐世保駅」

最寄りのバス停
- 西肥バス（させぼバスが担当） 「総合教育センター前」、「保立町」バス停下車後、徒歩5分

## 周辺
- 長崎県立佐世保中央高等学校
- 佐世保市立清水中学校
- 佐世保市総合教育センター（旧・保立小学校跡地）

## 参考資料
- 「はちまん 八幡小学校創立百周年記念誌」（1975年（昭和50年）3月15日発行, 佐世保市立八幡小学校）
- 「四十六年目の卒業式 保立国民学校 その時代と想い出（昭和十五年～昭和二十一年の記録）」（1992年（平成4年）12月8日, 保立国民学校昭和二十年度卒業生同窓会）